# 伏明霞
伏明霞（1978年8月16日—），中国前跳水运动员，教練員是于芬，有一個姊姊，叫做伏明燕。退役後，由葉劍英的孫女葉靜子擔任經紀人，直到她與梁錦松的戀情公佈為止。婚後生了長女梁司渝 (2003)、兒子梁皓嘉 (2004)及梁家瑋 (2008)。

## 簡历
1987年進入湖北隊。
1990年進入國家隊，同年4月，於美國友好運動會上奪得女子10米跳台金牌。
1991年1月，伏明霞於澳洲舉行的第6屆世界游泳錦標賽獲得女子10米跳台金牌，以不足13歲之齡成為史上最年輕的跳水世界冠軍，被列入健力士世界紀錄大全。
1992年，只有13歲的她獲得了首次參加奧運會的機會。在巴塞隆納奧運會獲得女子10米跳台項目金牌，成為中國及奧運會跳水歷史上最年輕的奧運金牌得主，同年成為美國《時代周刊》的封面人物。伏明霞夺冠后，国际泳联修改规则限制满14周岁才能参加奥运会。
1996年，她在亞特蘭大奧運會除了成功衛冕女子10米跳台外，還獲得3米跳板的金牌，把該屆奧運會唯一兩枚的女子跳水金牌一氣呵成地奪走，成為中國首位包攬同一屆奧運會跳台及跳板跳水金牌的運動員，其後退出國家隊（第一次退役）。
1997年7月1日，伏明霞与刘国梁、孔令辉等奥运冠军在人民大会堂宣誓加入中国共产党。
1998年重回國家隊。
2000年參加悉尼奧運會，衛冕3米跳板冠軍，並和隊友郭晶晶配合奪得雙人3米跳板亞軍。之後再度退出國家隊（第二次退役）。
2001年3月，伏明霞與當時香港財政司司長梁錦松於《星島日報》主辦的「香港傑出領袖頒獎禮」上首度邂逅。
2002年3月，梁錦松宣佈與伏明霞已相戀一年。後於7月兩人結婚，婚後育有一女二子。長女司渝於2003年出生，次子皓嘉及幼子家瑋於2004年及2008年出生。
曾於退役後就讀清華大學經濟管理學院。
於2008年北京奧運前，伏明霞是中國跳水隊中擁有最多奧運獎牌的選手（四金一銀），但隨著郭晶晶於京奧中奪得兩金，合共已有四金兩銀，打破了伏明霞的記錄。但是伏明霞是參加三次奧運而得此成績，加上雙人跳水比賽於2000年奧運後才出現，相比郭晶晶共參加了四次奧運，所以伏明霞仍勝一籌。

## 主要成绩
- 1990年 西雅圖友好运动会女子10米跳台冠军
- 1992年 巴塞罗那奥运会女子10米跳台冠军
- 1994年 羅馬第七屆世界游泳錦標賽女子10米跳台冠军
- 1996年 亚特兰大奥运会女子10米跳台、3米跳板冠军
- 2000年 悉尼第十二屆世界杯跳水賽女子3米弹板單人冠军、双人亚军
- 2000年 悉尼奥运会女子3米跳板单人冠军、双人亚军

## 出任代言人的品牌
- 安利[3]
- 首都集團手提電話
- 雪碧（粵語）
- 維特健靈